# Курносов, Николай Матвеевич
Николай Матвеевич Курносов (1913—1987) — советский шашист и тренер. Заслуженный тренер СССР (1964). Старший тренер ЦС ДСО «Локомотив» (Москва). Курносов был первым тренером будущего чемпиона мира и СССР Александра Кандаурова, который называет его «приверженцем острых, хотя и подчас сомнительных дебютных построений». Среди воспитанников созданной Курносовым за 30 лет шашечной школы также Вячеслав Щёголев, Елена Михайловская, Владимир Агафонов, Николай Абациев, Александр Шварцман, Александр Моисеев и другие.

## Биография
Родился в 1913 году в Москве в семье сапожника, рано остался без отца. Женился в 1939 году на Юлии Васильевне Шишовой, сестре Михаила Васильевича Шишова, известного шахматного тренера. В первые дни Великой Отечественной войны ушёл на фронт и в составе артиллерийских войск защищал столицу СССР от налётов фашистов.
Старший сын — Анатолий, род. в 1940 г., заслуженный тренер РСФСР по шашкам. Мастер спорта СССР. Младший сын — Виктор (1946—2008), реставратор памятников архитектуры г. Москвы. Под его руководством были проведены реставрационные работы музея Ф. И. Шаляпина, храма Св. Троицы в Листах, храма Св. Николая Чудотворца в Клённиках и многих других памятников.
Скончался 17 февраля 1987 года в Москве.

## Память
В Москве ежегодно проходит Командный мемориал Н. М. Курносова.

Большую роль в сплочении локомотивцев в единый и сильный коллектив принадлежит Н. М. Курносову, старшему тренеру ЦС ДСО «Локомотив», ныне заслуженному тренеру СССР. Николай Матвеевич не числился выдающимся мастером, почти не принимал участия в соревнованиях на стоклеточной доске. Но, обладая педагогическим чутьем и тактом, Н. М. Курносов распознавал в молодом начинающем спортсмене присущие ему сильные и слабые стороны характера.
Международный гроссмейстер В. Щеголев в своей книге «От новичка до чемпиона» (изд. «Физкультура и спорт», М., 1969 г.) вспоминает, как он, увлекшись шашками, совершенно запустил учебу в школе. В третьей четверти десятого класса в табеле появилось сразу четыре двойки. Ранее никогда двоек за четверть не было. Курносов попытался объяснить Славе, что учёба необходима, но когда увидел, что беседа парня не трогает, запретил ему появляться в клубе, пока не исправит оценки. Конечно, была опасность: Щеголев, уже вкусивший плоды победы в различных соревнованиях, мог по молодости обидеться и перейти в другое общество. К сожалению, и такое бывало. Но тренер успел узнать своего ученика, верил в него.
Вспоминает Вячеслав Иванович и о периоде подготовки к чемпионату, мира, когда тренер мягко, но настойчиво указывал на погрешности в игре молодого шашиста и находил меры для их устранения.

Если в первые послевоенные годы приоритет в шашках принадлежал железнодорожникам Ленинграда, то с приходом Н. М. Курносова лидирующее положение перешло к москвичам.— Локомотиву-50. Публицистический сборник. — М.: Физкультура и спорт, 1988.